# Nuristańczycy
Nuristańczycy – grupa etniczna zamieszkująca regiony Nuristan, Laghman i Kunar w Afganistanie, na pograniczu z Pakistanem. Są to potomkowie ludów indoirańskich, którzy zostali zmuszeni do porzucenia religii politeistycznych i konwersji na islam ok. 1895 roku przez Abdur Rahman Chana, po jego podboju Kafiristanu.